# Paul Blart: Mall Cop 2
Paul Blart: Mall Cop 2 (bra: Segurança de Shopping 2; prt: O Segurança do Shopping: Las Vegas) é um filme norte-americano de 2015, do gênero comédia estrelado por Kevin James e Raini Rodriguez. Dirigido por Andy Fickman, foi lançado em 17 de setembro de 2015.

## Elenco
| Ator                 | Personagem                  |
| -------------------- | --------------------------- |
| Kevin James          | Paul Blart                  |
| Raini Rodriguez      | Maya                        |
| David Henrie         | Lane                        |
| Neal McDonough       | Vincent                     |
| Nicholas Turturro    | Nick Manero                 |
| Gary Valentine       | Saul Gundermutt             |
| Daniella Alonso      | Divina                      |
| Eduardo Verastegui   | Eduardo Furtillo            |
| D.b. woodside        | Robinson                    |
| Ana Gasteyer         | Madame Gundermutt           |
| Adhir Kalyan         | Pahud                       |
| Bob Clendenin        | Muhrtelle                   |
| Shirley Knight       | Margaret Blart (Sra. Blart) |
| Jared Sandler        | Jared                       |
| Lorenzo James Henrie | Lorenzo                     |
| Paula Trickey        | Garçonete                   |
| Abigail Rich         | Garçonete do Cassino        |
| Eileen Rene Prudhont | Kelsey                      |
| Lauren Ash           | Mindy                       |

## Sinopse
Após o fracasso de seu casamento e a perda da mãe, Paul Blart resolve aceitar um convite para uma convenção de seguranças em Las Vegas, levando junto sua filha adolescente Maya. No hotel, ele acaba se envolvendo com uma quadrilha de ladrões internacionais que pretendem roubar obras de arte em exposição no hotel.

## Recepção
Paul Blart: Mall Cop 2 foi massacrado pela crítica, com aprovação de apenas 5% das 53 resenhas compiladas no site Rotten Tomatoes. Ainda assim obteve boa bilheteria, faturando um total de US$107,5 milhões no mundo inteiro.